# Albert svéd király
Mecklenburgi Albert (1338 – 1412. április 1.) svéd király 1363 és 1389 között, mecklenburgi herceg (1384–1412).
Édesapja Mecklenburgi Albert (1318–1379), édesanyja Euphemia Eriksdotter (1317–1370). 1364-ben a birodalmi tanács választotta meg nagybátyja, IV. Magnus helyett, aki a nemesség körében nem volt népszerű. Uralkodásának első nyolc évét Magnus híveinek üldözésével és az ellenük folyó harccal töltötte. A harcok eredményeként azonban uralkodói jogkörének egy részét át kellett ruháznia a kormányzósági tanácsra. Hatalmát megpróbálta visszaszerezni 1388-ban, azonban a kormányzósági tanács tagjai I. Margit dán királynőhöz fordultak segítségért. 1389-ben Albert királyt a dán seregek legyőzték, és fogságba vetteték, ahol hat évet töltött.

## Házassága
- Albert első felesége Schwerini Richardis[5] (1347 – 1377. április 23.) volt akivel 1359-ben[6] házasodott össze és aki három gyermeket szült férjének:
  - Erik[6] (? – 1397. július 26.)
  - leány[6] (? – 1376 után)
  - Richardis[6] (? – 1400 után) ∞ Luxemburgi János cseh és német királyi herceg, Görlitz hercege, IV. Károly német-római császár legkisebb fia és Zsigmond magyar király öccse
- Második házasságát Braunschweigi-Lüneburgi Ágnessel[5] (? – 1434. december 22.) kötötte 1396. február 12/13-án,[6] egy gyermekük született:
  - Albert[6] (1397 – 1423. október 16.)